# Кристиан Киву
Кристиан Еуджен Киву (на румънски: Cristian Eugen Chivu; роден на 26 октомври 1980 г. в Решица, Румъния) е бивш румънски футболист. Най-известен като футболист на италианския Интер и националния отбор на страната си.

## Кариера
Започва кариерата си в местния ФК Решита. След това играе и в Университатя Крайова, откъдето е забелязан от скаутите на холандския гранд Аякс. Там Киву се утвърждава като един от най-добрите крайни защитници в Европа и се специализира в изпълнението на преки свободни удари. През 2001 треньорът Роналд Куман дава капитанската лента на румънеца. През сезон 2001/02 Аякс печелят титлата, купата и суперкупата на страната, а много от младите таланти препрастват в световни звезди – Анди ван дер Мейде, Златан Ибрахимович, Рафаел ван дер Ваарт, Максуел, Уесли Снайдер.
През 2003 г. Киву преминава в Рома за 18 милиона евро. Утвърждава се като един от най-добрите защитници в италианската Серия А, въпреки честите си контузии. Интерес към румънеца проявяват испанските колоси Реал Мадрид и Барселона, но трансфер не се осъществява. През 2007 г. Киву печели купата на Италия. След края на сезон 2006/07 преминава в Интер, а в обратна посока поема Марко Андреоли. Пораади голямата конкуренция в центъра на отбраната, Киву играе предимно като ляв бек за „нерадзурите“. С Интер печели три пъти „Скудетото“, две купи и две суперкупи на Италия, а през 2010 г. печели Шампионската лига. В последните си сезони отново е преследван от травми и слага край на кариерата си в началото на 2014 г.